# ماجد الماجد (جهادي)
ماجد الماجد أمير كتائب عبد الله عزام في بلاد الشام التابعة لتنظيم القاعدة، قبض عليه يوم 26 ديسمبر 2013 في لبنان، وتوفي في لبنان يوم 4 يناير 2014.

## ولادته
وُلِد الماجد مطلع 1973 في العاصمة السعودية الرياض.

## عمله الجهادي
قدم إلى لبنان عام 2006 وشارك مع جماعة «فتح الإسلام» المسلحة المرتبطة بتنظيم القاعدة في معركة مخيم نهر البارد ضد الجيش اللبناني عام 2007، ومن ثم انتقل إلى مخيم عين الحلوة للاجئين الفلسطينيين شرقي مدينة صيدا. في عام 2009 أصدرت لبنان حكمًا غيابيًا بسجن الماجد مدى الحياة لانتمائه إلى جماعة «فتح الإسلام».
- نسبت صحيفة الوسط البحرينية إلى تقارير أنه أمير كتائب عبد الله عزام في بلاد الشام المرتبطة بتنظيم القاعدة، وأنه هاجر من مخيم عين الحلوة بلبنان إلى سوريا أواخر مارس 2013، وبايع أمير جبهة النصرة أبو محمد الجولاني، وهو حاليًا قائد بارز في تنظيم القاعدة.
- برز اسمه مع تسلمه قيادة تنظيم كتائب عبد الله عزام في بلاد الشام صيف العام 2012، وقد صنفت الولايات المتحدة هذه الجماعة بأنها «منظمة إرهابية». أدرجت السعودية اسمه ضمن قائمة 85 مطلوبًا بتهم الإرهاب.
- أعلنت كتائب عبد الله عزام مسؤوليتها عن تفجير استهدف في السفارة الإيرانية في بيروت في تشرين الثاني الماضي.

## القبض عليه
كان الماجد يعالج في مستشفى من فشل كلوي، وكان يخضع بانتظام لعمليات غسل كلى، ذكرت تقارير أنه كان غائبًا عن الوعي عندما نُقِل إلى قسم الطوارئ بمستشفى المقاصد الإسلامية ولم تكن هويته معروفة وقتها.

## وفاته
توفي الماجد يوم السبت 4 يناير 2014 إثر تدهور حالته الصحية بعد القبض عليه من قبل الجيش اللبناني.